# Dirección General de Comunicaciones, Informática y Ciberdefensa (fuerza aérea de Argentina)
La Dirección General de Comunicaciones, Informática y Ciberdefensa (DGCIC) es un organismo superior de la Fuerza Aérea Argentina bajo la órbita de la Subjefatura del Estado Mayor General de la Fuerza Aérea.

## Reseña
Creado en 2011 como Dirección General de Comunicaciones e Informática, tras una modificación en la estructura orgánico-funcional de conducción superior de las Fuerzas Armadas de la Nación resuelta por el Ministerio de Defensa el 13 de diciembre de 2010.
Su misión es conducir el esfuerzo de comunicaciones, informática y ciberdefensa, contribuyendo al sostenimiento de la Fuerza Aérea. Se hallan bajo su dependencia tres unidades tácticas de comunicaciones.

## Organización
- Dirección General de Comunicaciones, Informática y Ciberdefensa (DGCIC). Retiro.
  - Grupo 1 de Comunicaciones Escuela (G1COM). Paraná.
  - Grupo 2 de Comunicaciones (G2COM). Comodoro Rivadavia.
  - Grupo 3 de Comunicaciones (G3COM). El Palomar.